# Ozzie Altobello
Don Osvaldo "Ozzie" Altobello es un personaje de ficción, uno de los principales antagonistas de la película El padrino III, así como en las novelas The Godfather Returns (El Regreso del Padrino) y The Godfather's Revenge (La Venganza del Padrino). En la película, su papel está interpretado por Eli Wallach.

## Características
Don Altobello es un anciano mafioso, antiguo aliado de la familia Corleone. Fue el consigliere (consejero) de Rico Tattaglia entre 1955 y 1961, y se convierte en el Don (jefe) de la familia Tattaglia en 1962. En la época en la que se desarrolla la acción de El padrino III, Altobello se ha convertido en un aliado y amigo íntimo de Michael Corleone, llegando incluso a donar un millón de dólares a la Fundación Vito Corleone, de la que forma parte. Además de esto, Don Altobello es también el padrino de bautizo de Connie Corleone.

## Papel en la trama
Michael Corleone empieza a sospechar de Altobello, a raíz del intento de Joey Zasa, un adversario de la familia Corleone, de asesinar a Michael y a los demás líderes de las familias mafiosas durante una reunión de la Comisión de las Cinco Familias de Nueva York. Altobello abandona la conferencia poco antes del atentado. Michael consigue escapar ileso, pero la mayor parte de los demás líderes son asesinados. Michael ordena entonces a su sobrino, Vincent Mancini-Corleone, que se presente ante Altobello y le manifieste su lealtad, sin comprometerse sin embargo a traicionar a Michael.
En Sicilia, Altobello contrata los servicios de un sicario, Mosca, para que asesine a Michael Corleone en el Teatro Massino, donde Anthony Corleone debuta como cantante en la obra Cavalleria Rusticana. Antes de la actuación, Connie, ahijada de Altobello, le regala una caja de cannoli (pastas típicas sicilianas) con motivo del cumpleaños del anciano. Los cannoli están envenenados, y Altobello muere en su asiento bajo la atenta mirada de Connie, a través de sus lentes de ópera.
- Datos: Q1132754